# Pratibha Ray
Pratibha Ray (India, 21 de enero de 1943) es una académica india y escritora de novelas y cuentos en lengua odia. Recibió el premio Moortidevi en 1991.

## Trayectoria
Nació el 21 de enero de 1943 en Alabol, una aldea remota en el área de Balikuda del distrito de Jagatsinghpur que anteriormente formaba parte del distrito de Cuttack del estado de Odisha. Fue la primera mujer en ganar el premio Moortidevi en 1991.
Su primera novela Barsha Basanta Baishakha (1974) fue un éxito de ventas.
Su búsqueda de un "orden social basado en la igualdad, el amor, la paz y la integración", continúa, desde que escribió por primera vez a los nueve años. Cuando escribía por un orden social, basado en la igualdad sin discriminación de clase, casta, religión o sexo, algunos de sus críticos la tildaban de comunista y otros de feminista. Pero ella dice: "Soy humanista. Los hombres y las mujeres han sido creados de manera diferente para el funcionamiento saludable de la sociedad. Las especialidades con las que se ha dotado a las mujeres deben nutrirse más. Sin embargo, como ser humano, la mujer es igual al hombre".
Continuó su carrera como escritora incluso después de casarse y criar una familia de tres hijos. Su esposo Akshay Ray es ingeniero. Su investigación postdoctoral fue sobre el tribalismo y la criminología de Bondo Highlander, tribus de Odisha, India.
Comenzó su carrera profesional como maestra de escuela y luego enseñó en varias universidades gubernamentales en Odisha durante treinta años. Ha dirigido investigaciones de doctorado y ha publicado numerosos artículos de investigación. Se jubiló voluntariamente como profesora de educación del servicio del gobierno estatal y se unió como miembro de la Comisión de Servicio Público de Odisha.

## Activista
Tiene un interés activo en la reforma social y ha luchado contra la injusticia social en muchas ocasiones. Un incidente importante en su vida es la protesta contra la discriminación de color (casta y religión) por parte de los sumos sacerdotes del templo de Jagannath en Puri. Actualmente está luchando contra un caso de difamación presentado por los sacerdotes en su contra por su artículo de periódico en el que escribió contra el comportamiento indeseable de los sacerdotes, titulado "El color de la religión es negro" (Dharmara Ranga Kala). Trabajó en las áreas afectadas por el ciclón después del Súper Ciclón de Odisha de octubre de 1999 y para la rehabilitación de los huérfanos y viudas de las áreas afectadas por el ciclón.

## Escritora
Ray ha viajado mucho dentro de la India para participar en varias conferencias nacionales literarias y educativas. Visitó cinco repúblicas de la antigua URSS en 1986 en un programa de intercambio cultural patrocinado por ISCUS. Representó a la India como escritora india en la Feria India en Australia, "India Today 94" patrocinado por el Consejo Indio de Relaciones Culturales, Nueva Delhi, en 1994. Dio lecturas y charlas sobre literatura e idiomas indios en varias universidades de Australia. También visitó Estados Unidos, Reino Unido y Francia en giras de conferencias, representó a la India como escritora india en el Festival de India en Bangladés en 1996 y asistió al 7 ° Congreso Internacional Interdisciplinario sobre Mujeres en la Universidad de Tromsoe, Noruega, en junio de 1999 como un delegada india. Visitó Noruega, Suecia, Finlandia y Dinamarca en una gira de conferencias en 1999. Visitó Zúrich, Suiza, en 2000 para presentar un artículo en la Tercera Conferencia Europea sobre Igualdad de género en la Educación Superior.

## Membresías
Es miembro de varias sociedades científicas. Está relacionada con el Consejo Indio de Relaciones Culturales, la Junta Central de Certificación de Cine, la Sociedad de la Cruz Roja India, el Centro Internacional de la India, la Fundación Nacional del Libro de la India, la Academia Central de Letras, etc. Ha viajado mucho por la India y el extranjero para participar en varias conferencias literarias y educativas. Ha ganado varios premios nacionales y estatales por su escritura creativa.

## Obras seleccionadas
Novelas
- Barsa Basanta Baishakha, 1974
- Aranya, 1977
- Nishiddha Prithivi, 1978
- Parichaya, 1979
- Aparichita, 1979. (Se hizo una película y ganó el premio a la Mejor Historia de Película del Departamento de Cultura del Gobierno del Estado de Odisha)
- Punyatoya "" la historia de la niña del pueblo Meghi, 1979. (Tr. Al hindi)
- Meghamedura, 1980
- Ashabari, 1980
- Ayamarambha, 1981
- Nilatrishna, 1981. (Tr. Al hindi)
- Samudrara Swara, 1982. (Tr. Al hindi)
- Shilapadma, 1983. (Premio de la Academia Odisha Sahitya, 1985; Tr. Al asamés, hindi, marathi, malayalam, punjabi e inglés)[9]
- Yajnaseni, 1984 (Premio Moorti Devi, 1991 y Premio Sarala, 1990. Tr. al inglés, hindi, malayalam, marathi, asamés, bengalí, gujarati, húngaro)[10]
- Dehatita, 1986
- Uttaramarg, 1988. (Tr. Al hindi y punjabi)
- Adibhumi (Tr. A hindi e inglés)
- Mahamoha, 1998 (Se publicará en hindi, bengalí y malayalam)
- Magnamati, 2004

Película documental de viajes
- Maitripadapara Shakha Prashakha (URSS), 1990
- Dura Dwividha (Reino Unido, Francia), 1999
- Aparadhira Sweda (Australia), 2000

Cuentos cortos
- Samanya Kathana - 1978
- Gangashiuli - 1979
- Asamapta - 1980
- Aikatana - 1981
- Anabana - 1983
- Hatabaksa - 1983
- Ghasa O Akasa
- Chandrabhaga O Chandrakala - 1984
- Shrestha Galpa - 1984
- Abyakta (convertida en telefilm) - 1986
- Itibut - 1987
- Haripatra - 1989
- Prthak Isvara - 1991
- Bhagavanara Desa - 1991
- Manushya Swara - 1992
- Sva-nirvachita SreshthaGalpa - 1994
- Sashthasati - 1996
- Moksha (convertido en largometraje, que recibió el premio a la Mejor Película Regional) - 1996[11]
- Ullaghna (Premio Sahitya Akademi, 2000) - 1998
- Nivedanam Idam - 2000
- Gandhinka - 2002
- Jhotipaka Kantha - 2006

## Adaptaciones
- Yajnaseni (obra de teatro) - Suman Pokhrel ha interpretado la novela de Ray Yajnaseni como una obra de teatro en solitario en nepalí .[cita requerida]

## Reconocimientos
- 1985 - Premio Odisha Sahitya Academi 'por la novela Sheelapadma
- 1990 - 'Premio Sarala' por la novela Yajnaseni
- 1991 - ' Premio Moortidevi ' por la novela Yajnaseni [12]
- 2000 - 'Premio Sahitya Akademi' por la colección de relatos cortos Ullaghna
- 2006 - 'Amrita Keerti Puraskar' [13]
- 2007 - 'Premio Padma Shri ' en Literatura y Educación por el Gobierno de la India.
- 2011 - ' Premio Jnanpith ' [14]
- 2013 - Premio Odisha Living Legend (Literatura)[15]